# St. Maria Magdalena (Degerndorf am Inn)

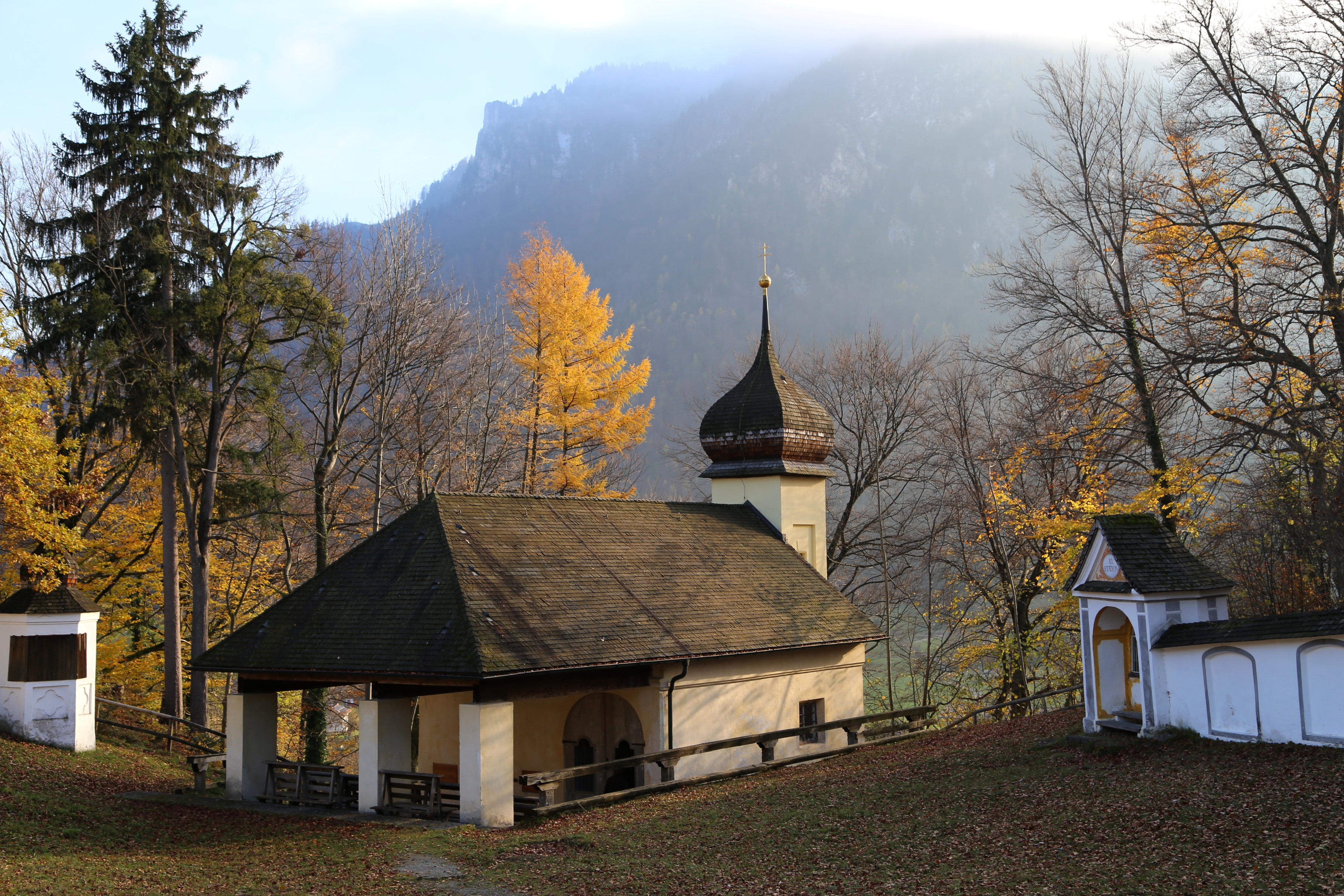
St. Maria Magdalena in Degerndorf am Inn

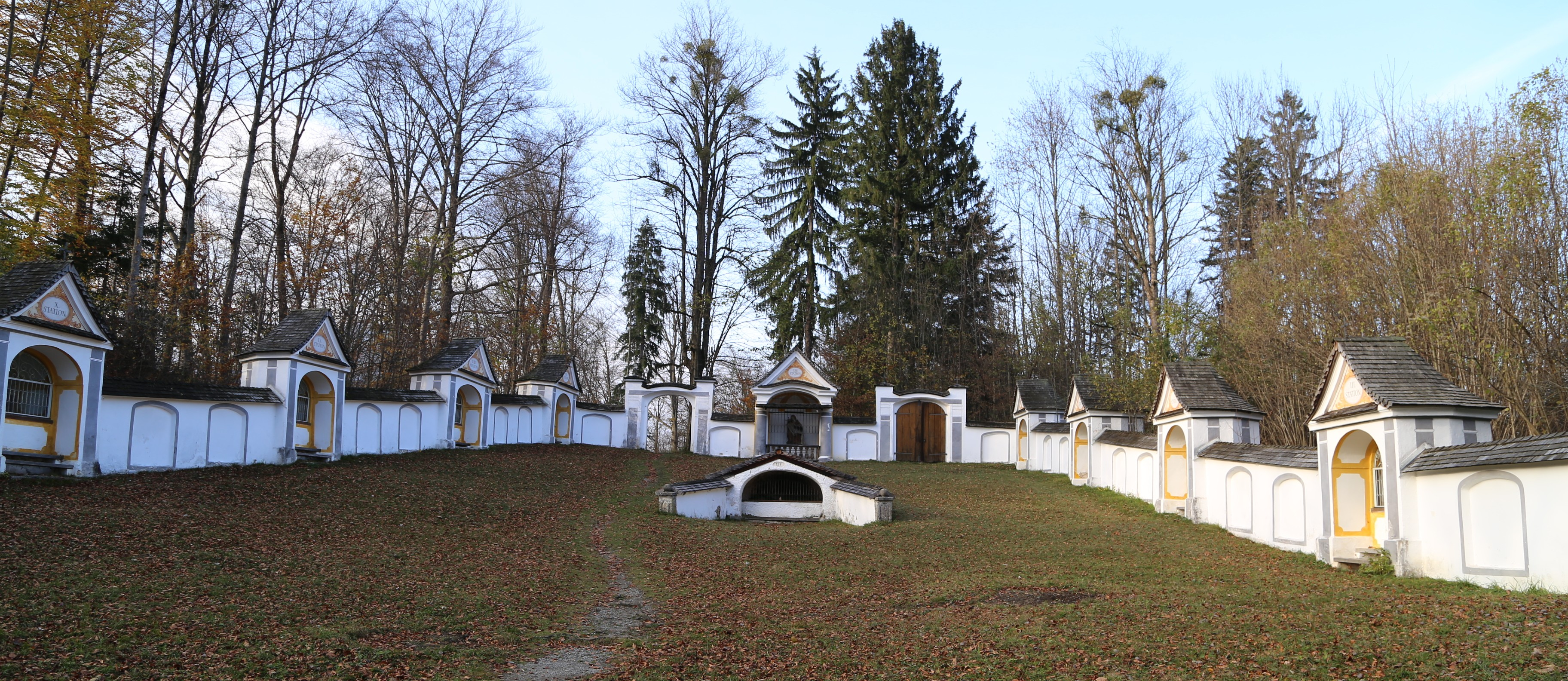
Kreuzweg

Die römisch-katholische Wallfahrtskirche St. Maria Magdalena steht am Rand eines Höhenzugs in Degerndorf am Inn, einem Gemeindeteil von Brannenburg im oberbayerischen Landkreis Rosenheim. Das Bauwerk ist in der Liste der Baudenkmäler in Brannenburg unter der Nr. D-1-87-120-20 eingetragen. Die Kirche gehört zum Dekanat Rosenheim im Erzbistum München und Freising.

## Beschreibung
Die frühbarocke Saalkirche wurde 1627–30 von einem Eremiten erbaut. Sie besteht aus einem 1664 nach Nordosten verlängerten Langhaus mit drei Jochen. Ein mit einer Zwiebelhaube bedeckter Kirchturm im Südwesten und eine offene Vorhalle im Nordosten wurden 1870/71 errichtet. Von einem Einsiedler wurde 1733–36 der Kreuzweg als hufeisenförmige Einfriedung um die Kirche errichtet. 
Der Innenraum des Langhauses ist in Bereiche unterteilt, die sich in der Decke unterscheiden, im Nordosten die Hauptkapelle mit einem Stichkappengewölbe, im Südwesten die Sakristei mit einem Tonnengewölbe. In einer Gruft wurde eine Grabeskirche als Nachbildung versenkt. 1637 wurde eine sechseckige Außenkanzel gebaut.